# إلين وين
إلين فاريل وين (بالإنجليزية: Elaine Farrell Wynn)‏ (والمعروفة باسم باسكال من مواليد 28 أبريل عام 1942) هي سيدة أعمال أمريكية فاعلة خير ومُجمعة للتحف الفنية. شاركت وين في تأسيس منتجعات ميراج ومنتجعات وين مع زوجها السابق، ستيف وين. دعُمت وين قضايا التعليم والفنون المسرحية والفنون البصرية.

## حياتها المبكرة
وُلدت وين لعائلة يهودية من الطبقة المتوسطة في 28 أبريل 1942 في مدينة نيويورك. تخرجت وين من جامعة جورج واشنطن، حيث حصلت على شهادة البكالوريوس في العلوم السياسية في عام 1964.

## حياتها المهنية
شاركت وين في تأسيس منتجعات ميراج مع زوجها السابق في عام 1976. كما شاركت في تأسيس منتجعات وين في عام 2000، حيث عملت في مجلس إدارتها. لعبت وين دورًا محوريًا في عودة وتوسع قطاع لاس فيغاس مع زوجها السابق. وفي عام 2015، رشحت وين نفسها لرئاسة مجلس الإدارة، لكنها لم تنجح.

## الأعمال الخيرية وجمع التحف الفنية
تعمل وين في مجلس أمناء مؤسسة إلين وين وعائلتها. عملت وين كرئيسة لمؤسسة UNLV، وهي منظمة لجمع التبرعات لجامعة نيفادا بلاس فيغاس. كما عملت وين في المجلس التنفيذي لاتحاد أبحاث السياسات في مجال التعليم.
تعمل وين حاليًا في المجلس الوطني لمديري المجتمعات في المدارس، وهي منظمة غير ربحية تدعم طلاب المدارس الأقل حظًا من الناحية المالية. تم تعيين وين في فرقة عمل إصلاح الشريط الأزرق في نيفادا في عام 2011، وفي مجلس التعليم بولاية نيفادا في عامي 2013 و2015. [3] وعلاوةً على ذلك، تم تعيينها في مجلس أمناء مركز كينيدي للفنون الأدائية من قبل الرئيس باراك أوباما في عام 2011. تعمل وين كرئيس مشارك في متحف مقاطعة لوس أنجلوس للفنون.
تعتبر وين جامع متعطش للتحف الفنية. اقتنت وين في عام 2013 أعمال فرانسيس بيكون الدراسات الثلاثة للوسيان فرويد مقابل 142.4 مليون دولار، وأعارتها إلى متحف بورتلاند للفنون.

## حياتها الشخصية
تزوجت وين من رجل الأعمال ستيف وين. انفصل الزوجان في عام 2009. أقامت لاحقًا في قصر الزوجين داخل نادي ساذرن هايلاندز للغولف.